# Biblioteca Nacional de Argelia
La Biblioteca Nacional de Argelia, (en árabe,  المكتبة الوطنيّة الجزائريّة) con sede en la capital, Argel, toma sus orígenes de la época colonial francesa en 1835. Su actual edificio fue concluido en 1994, con una superficie de casi 70 000 metros cuadrados. Sus salas de lectura pueden acoger hasta 2500 lectores. Es el depósito legal para la República de Argelia.

## Administradores - Directores
- Adrien Berbrugger (1835-1869)
- Oscar Mac Carthy (1869-1891)
- Émile Maupas (1891-1916)
- M. Bojeron, par délégation (1916-1920)
- Gabriel Esquer (1920-1948)
- Germaine Lebel (1948-1962)
- Mahmoud-Agha Bouayed (1962-1991)
- Amin Zaoui (2002-2008)
- Azzedine Mihoubi (2010-2013)
- Dahmane Abdelmadjid (20??-2015)
- Yasser Arafat Gana (2015-2017)
- Hayet Gouni (2017-)